# Providencia alcalifaciens
Providencia alcalifaciens — вид грам-негативних протеобактерій родини Morganellaceae.

## Опис
Це грам-негативна, паличкоподібна бактерія завдовжки 1,5-2,5 мкм та завтовшки 0,6-0,8 мкм. Живе в шлунково-кишковому тракті твраин та людини. Оптимальна температура для життєдіяльності бактерії становить 37 °C. Масове розмноження бактерії у людини спричинняє подразнення слизової оболонки кишки, що спричинює діарею, біль у животі та підвищення температури тіла. Вважається, що P. alcalifaciens може бути причиною виникнення гастроентериту. Хвороба виникає переважно у дітей, людей похилого віку та мандривників, які відвідують тропічні країни.